# Animali più longevi

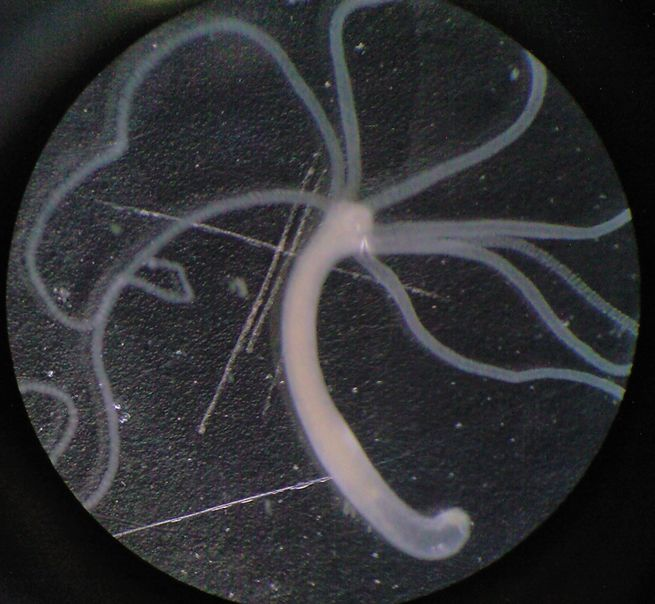
Immagine di un’idra

## Animali estinti
Alcuni animali della preistoria, come alcuni tipi di rettili (vedi il caso della testuggine Chelonoidis abingdonii Lonesome George), ma anche le più antiche varietà di dinosauri, potevano vivere oltre i 100 anni.

## Epoca recente
Nei tempi recenti, gli organismi viventi appartenenti al regno Animalia ritenuti più longevi del pianeta Terra sono delle piccole creature marine dell'ordine degli idrozoi, del genere Hydra, ovvero delle particolari meduse chiamate Turritopsis dohrnii, nella varietà denominata Turritopsis nutricula e, per la loro particolarità appunto, chiamate semplicemente meduse immortali. Le meduse immortali hanno un'altissima capacità di rigenerazione e, dopo aver raggiunto lo stadio maturo di medusa, ritornano allo stadio iniziale di polipo, rendendole, in tal modo, praticamente immortali.
In ordine di longevità, immediatamente dopo sono da menzionare particolari tipologie di spugne marine e di coralli, sebbene siano ancora delle forme di vita relativamente molto semplici.
Sono da citare con particolare attenzione, per la loro longevità, anche i tardigradi, minuscoli (circa 0,5 mm) ed innocui esseri, ma altresì resistenti ad ambienti molto estremi; si è notato che essi possono vivere a lungo poiché, oltre che ad epocali periodi di ibernazione, possono "riattivarsi" legandosi al DNA di batteri e funghi.
Tra i vertebrati invece, il primato di longevità spetterebbe allo squalo della Groenlandia (di media più di 400 anni; curioso rilevare che esso giunge alla maturità sessuale attorno ai 150 anni d'età) seguito dalla balena della Groenlandia, un cetaceo che può vivere sui 200 anni, mentre l'orca Granny raggiunse un primato di 105 anni. 
Di seguito è riportato l'elenco per longevità degli esseri viventi appartenenti al regno animale, calcolato sommariamente nella media della loro aspettativa di vita.
| Età media di morte | Nome dell'animale e classe tassonomica |
| ------------------ | --- |
| Immortale          | Turritopsis nutricula (o medusa immortale), Hydrozoa                                                                                           |
| 11000-15000 anni   | Hyalospongia monorhaphididae (o medusa vitrea), Hyalospongiae                                                                                  |
| 2200 anni          | Xestospongia muta, Demospongiae |
| 2000 anni          | Corallo nero Antipatharia della Nuova Zelanda, Anthozoa                                                                                        |
| 1500 anni          | Dendrilla membranosa, Demospongiae |
| 507 anni           | Arctica islandica "Ming", Bivalvia |
| 400 anni           | Squalo della Groenlandia, Chondrichthyes |
| 344 anni           | Testuggine africana, o sulcata, Centrochelys sulcata                                                                                           |
| 240 anni           | Cozza d'acqua dolce, Bivalvia |
| 210 anni           | Balena della Groenlandia, Mammalia |
| 205 anni           | Sebastes aleutianus, Actinopterygii |
| 200 anni           | Mesocentrotus franciscanus, Echinoidea |
| 180 anni           | Vongola dalla proboscide, Bivalvia |
| 177 anni           | Tartaruga delle Galapagos, Reptilia |
| 170 anni           | Lamellibrachia luymesi, Polychaeta |
| 160 anni           | Anguilla svedese, Actinopterygii |
| 157 anni           | Sebastes borealis, Actinopterygii |
| 150 anni           | Aragosta mediterranea, Decapoda Pesce specchio atlantico, Osteichthyes Storione di lago, Actinopterygii Tartaruga gigante di Aldabra, Reptilia |
| 140 anni           | Allocyttus verrucosus, Actinopterygii Carpa giapponese, Actinopterygii                                                                         |
| 130 anni           | Storione bianco, Actinopterygii |
| 110 anni           | Tuatara, Reptilia |
| 105 anni           | Orca "Granny", Mammalia |
| 100 anni           | Tardigrado, Tardigrada |
| 80 anni            | Cacatua Ciuffogiallo, Aves Pappagallo cenerino, Aves Coccodrillo australiano, Reptilia Uomo, Mammalia                                          |